# Rimmel
Rimmel, mai bine cunoscută drept Rimmel London, este o firmă de cosmetice care aparține acum de Coty, Inc. Casa Rimmel a fost inițial fondată de Eugene Rimmel în anul 1834, pe Regend Street din Londra, Anglia.
Rimmel creează produse de machiaj, iar în momentul de față este una dintre cele mai cunoscute firme de machiaj din lume.
Imaginea Rimmel, în prezent este Kate Moss, alături de Sophie Ellis Bextor, Lily Cole și Ayumi Hawasaki. În luna octombrie a anului 2009 s-a anunțat că fiica legendarului Mick Jagger, Georgia May Jagger și supermodelul de origine canadiană Coco Rocha vor fi noile purtătoare de cuvânt ale firmei de cosmetice Rimmel London. La câteva zile de la lansarea campaniei a cărei imagine era supermodelul Rocha, firma anunța că Zoey Deschanel, Solange Knowles și Alexandra Ramos Munoz vor ajuta la lansarea brandului pe piața internațională.
Anunțurile în care apăreau Jagger și Moss au fost interzise din revistele și televiziunea din Anglia după ce Advertising Standards Authority a spus că sunt înselătoare deoarece foloseau gene false în reclame.
Motto-ul Rimmel este: Get the London Look!